# Paroxyethira zoae
Paroxyethira zoae is een schietmot uit de familie Hydroptilidae. De soort komt voor in het Australaziatisch gebied.